# Evando
Evando Spinassé Camillato (* 7. März 1977 in Timóteo) ist ein ehemaliger brasilianischer Fußballspieler und aktiver Fußballtrainer. Der Rechtsfuß spielte auf der Position eines Stürmers.

## Karriere

### Als Spieler
Evando startete seine Laufbahn 1995 beim EC Vitória aus Salvador, Bahia. 1998 wechselte er nach Portugal zu Vitória Guimarães. Hier konnte er sich aber nicht etablieren, so dass er nach zwei Leihgeschäften wieder zurück nach Brasilien ging. Dort wechselte der Spieler häufig den Klub, selten blieb er länger als eine Saison. Mehrmals wurde er dabei vom Avaí FC aus Florianópolis engagiert, mit den Jahren wurde er dadurch zum Publikumsliebling. In 117 Spielen soll er hier 42 Tore erzielt haben.

### Als Trainer
Von 2012 bis 2015 arbeitete Evando im Jugendbereich von Avaí. 2015 wurde er Assistenztrainer. Am 23. Juni 2016 übernahm er die erste Mannschaft für ein Spiel gegen Sampaio Corrêa FC. Das Spiel wurde 2:1 gewonnen.
Nach dem Wechsel von Avaís Trainer Alberto Valentim do Carmo Neto zum Botafogo FR am 11. Oktober 2019, nach dem 24. Spieltag der Série A 2019, wurde Evando zum Cheftrainer des Klubs berufen. Er betreute den Klub bis Saisonende 2019 in insgesamt 14 Spielen. Danach übernahm er wieder seine Tätigkeit als Assistenztrainer. Unter Geninho war hier in 26 Spielen bis zu dessen Entlassung im Dezember 2020 tätig. Nach dieser betreute Evando die Mannschaft für ein Spiel am 27. Spieltag der Saison 2020 gegen Chapecoense (Ergebnis 0:2). Unter dem neuen Trainer Claudinei Oliveira arbeitete er 10 Spielen sowie unter dem Nachfolger Augusto Inácio in einem. Nachdem der Betrieb der U–23 Mannschaft, für welche er als Trainer verantwortlich zeichnete, zum Jahresende 2021 eingestellt wurde, endete auch die Zeit von Evando bei Avaí.

## Erfolge
Vitória
- Campeonato Baiano: 1995, 1996

Goiás
- Série B: 1999

Avaí
- Campeonato Catarinense: 2009, 2012

Nationalmannschaft U-21
- Turnier von Toulon: 1996